# Oscar Riesebeek
Oscar Riesebeek (Ede, 23 de desembre de 1992) és un ciclista neerlandès, professional des del 2011 i actualment a l'equip Alpecin-Fenix.

## Palmarès
- 2009
  - 1r al Gran Premi Rüebliland
- 2010
  - Vencedor d'una etapa al Münsterland Tour júnior
- 2016
  - 1r al Omloop der Kempen
- 2020
  - 1r a la Tour Bitwa Warszawska 1920 i vencedor d'una etapa

### Resultats al Giro d'Itàlia
- 2021. 104è de la classificació general
- 2022. 113è de la classificació general
- 2023. No surt (10a etapa)